# Schererville
Schererville est une municipalité américaine située dans le comté de Lake en Indiana. Lors du recensement de 2010, sa population est de 29 243 habitants.

## Géographie
En raison de sa situation à l'intersection de la U.S. Route 30 et de la U.S. Route 41, Schererville est parfois surnommée « le carrefour de la Nation » (en anglais : Crossroads of the Nation).
Selon le Bureau du recensement des États-Unis, la municipalité s'étend sur 14,77 milles carrés (38,25 km2) dont 0,05 mille carré (0,13 km2) d'étendues d'eau.

## Histoire
En 1865, Nicholas Scherer et N. D. Wright achètent des terres à proximité du nouveau chemin de fer du Panhandle Railroad. Scherer fonde Schererville l'année suivante sur une superficie de 16 hectares. Le village fait alors partie du township de St. John (en).
Schererville devient une municipalité en 1911 mais reste longtemps un bourg rural, principalement habité par des Germano-Américains comme Scherer. À partir des années 1960, la ville connaît une explosion démographique avec l'arrivée d'habitants de la région de Chicago, dont elle est devenue une banlieue. 

## Démographie
La population de Schererville est estimée à 28 633 habitants au 1er juillet 2017, en légère baisse par rapport au recensement de 2010.
| Groupe                           | Schererville | Indiana | États-Unis |
| -------------------------------- | ------------ | ------- | ---------- |
| Blancs                           | 82,9         | 85,6    | 76,9       |
| Afro-Américains                  | 5,2          | 9,7     | 13,3       |
| Asiatiques                       | 3,3          | 2,2     | 5,7        |
| Métis                            | 2,6          | 2,0     | 2,6        |
| Amérindiens                      | 0,4          | 0,4     | 1,3        |
|                                  |              |         |            |
| Hispaniques et Latino-Américains | 12,1         | 6,8     | 17,8       |

Le revenu par habitant était en moyenne de 36 258 dollars par an entre 2012 et 2016, supérieur à la moyenne de l'Indiana (26 117 dollars) et à la moyenne nationale (29 829 dollars). Sur cette même période, 4,5 % des habitants de Schererville vivaient sous le seuil de pauvreté (contre 14,1 % dans l'État et 12,7 % à l'échelle des États-Unis).